# Manra
Manra (Engels: Manra Island of Sydney Island) is een van de Phoenixeilanden behorend tot de Republiek Kiribati. Het eiland heeft een oppervlakte van 4,4 km² en steekt ongeveer 6 meter boven de zeespiegel uit. In het midden van het eiland ligt een zout water bevattende lagune met een diepte van 5 tot 6 meter.
Manra bevat aanwijzingen voor prehistorische bewoning. Het eiland werd in 1823 ontdekt door T. Emmett Master die op het schip de Sydney Packet voer en daarom het eiland de naam Sydney gaf. In de 19e eeuw werd er volop guano van het eiland gehaald en aan het begin van de 20e eeuw werd het eiland omgevormd tot een kokosnootplantage. Daarna raakte Manra betrokken in het Phoenix Islands Settlement Scheme, een poging van het Britse Rijk om de Phoenixeilanden te koloniseren. Daartoe verhuisden 130 mensen naar het eiland, werd er een dorp gebouwd en werden er 15 waterputten gegraven. Desondanks mislukte de kolonisatie vanwege aanhoudende droogte en een afnemende vraag in de wereld aan kokosnoten. Begin jaren 60 hadden de laatste bewoners Manra verlaten en het eiland is sindsdien onbewoond gebleven. 